# The She-Devil

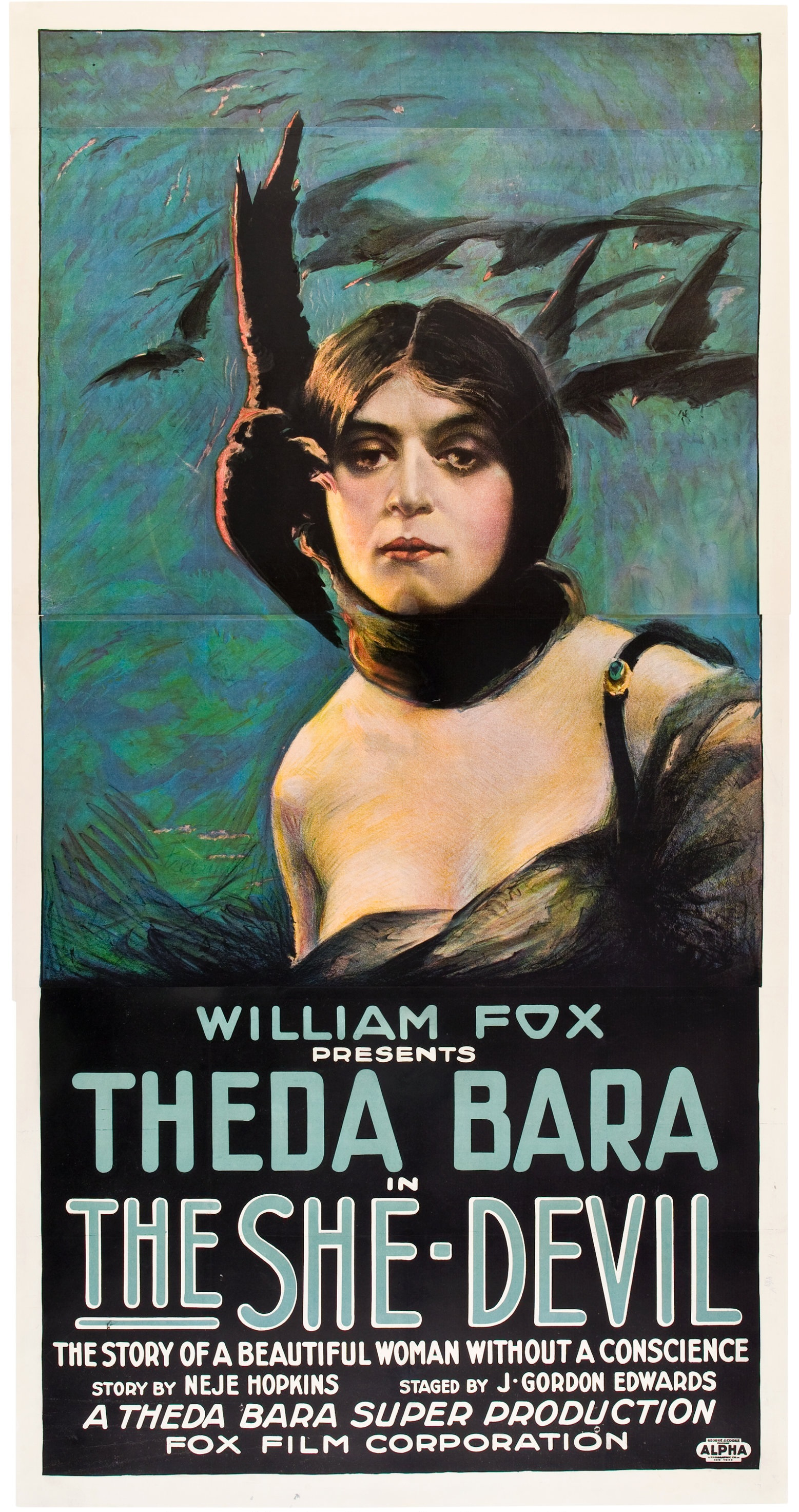
Affiche du film.

Pour l’article homonyme, voir She Devil.
The She-Devil est un film américain réalisé par J. Gordon Edwards et sorti en 1918.

## Fiche technique
- Réalisation : J. Gordon Edwards
- Scénario : J. Gordon Edwards, George James Hopkins
- Producteur : William Fox
- Photographie : John W. Boyle, Harry Gerstad
- Distributeur : Fox Film Corporation
- Durée :
- Date de sortie :
  - États-Unis : 10 novembre 1918

## Distribution

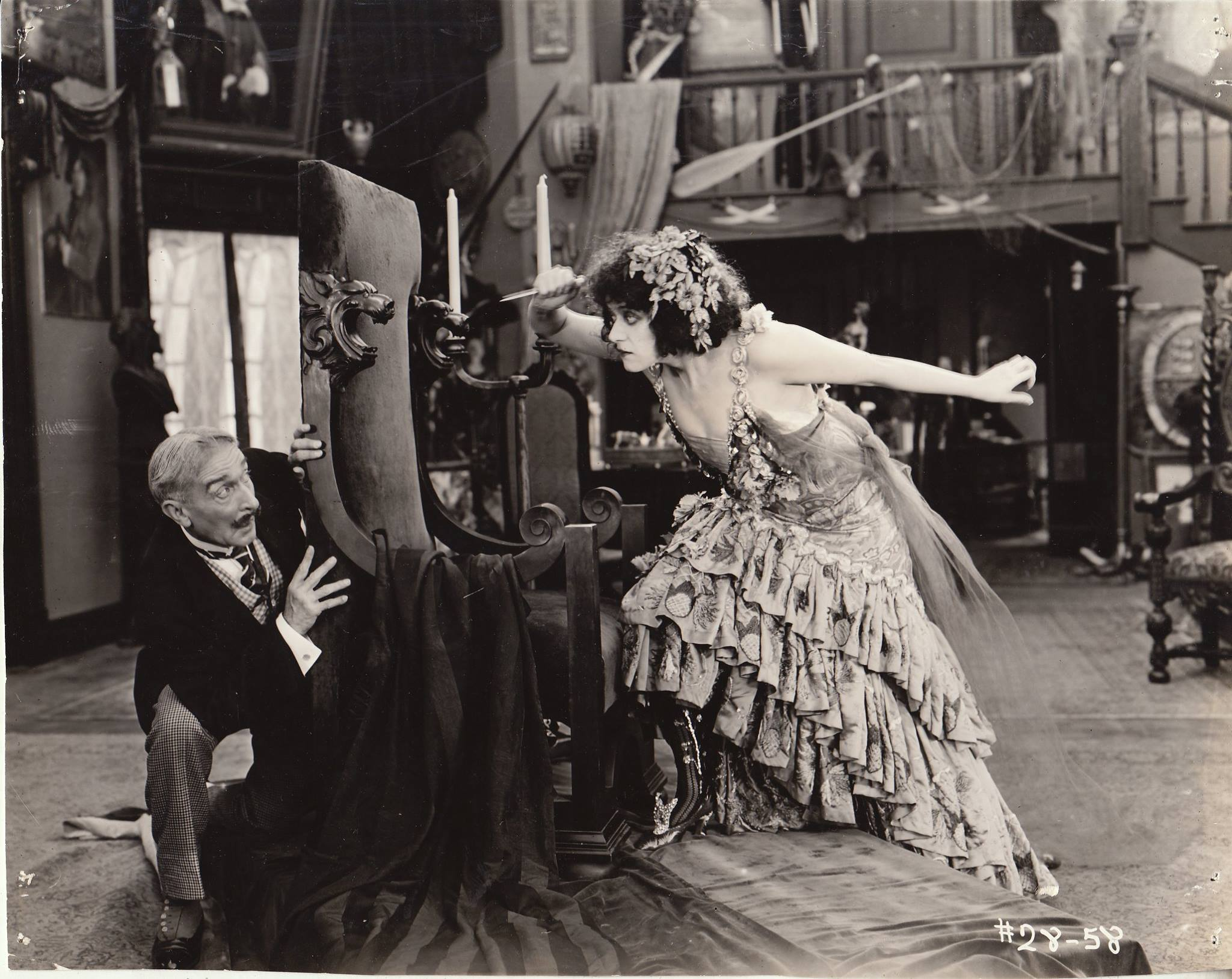
Theda Bara dans une scène du film.

- Theda Bara : Lolette
- Albert Roscoe : Maurice Taylor
- Frederick Bond : Apollo
- George A. McDaniel : The Tiger